# Cinkloder
Cinkloder (Cinclodes) är ett släkte i familjen ugnfåglar inom ordningen tättingar. Släktet omfattar 15–16 arter som förekommer i Sydamerika:
- Långstjärtad cinklod (C. pabsti)
- Gråsvart cinklod (C. antarcticus)
  - "Svart cinklod" (Cinclodes [a.] maculirostris – urskiljs som egen art av BirdLife International
- Bandvingad cinklod (C. fuscus)
- Kastanjevingad cinklod (C. albidiventris)
- Córdobacinklod (C. comechingonus)
- Gräddvingad cinklod (C. albiventris)
- Bäckcinklod (C. olrogi)
- Stornäbbad cinklod (C. excelsior)
- Kungscinklod (C. aricomae)
- Vitvingad cinklod (C. atacamensis)
- Vitbukig cinklod (C. palliatus)
- Gråsidig cinklod (C. oustaleti)
- Mörkbukig cinklod (C. patagonicus)
- Bränningscinklod (C. taczanowskii)
- Strandcinklod (C. nigrofumosus)